# Anna di Kiev
Anna di Russia o Anna Jaroslavna oppure Agnese (tra il 1024 e il 1032 – tra il 1075 e il 1078) fu, come seconda moglie del re di Francia, Enrico I, regina consorte dal 1051 al 1060, e poi reggente, per conto del figlio, Filippo, sino al 1061 circa.

## Origine
Secondo l'Actus 10 del Hugonis Floriacensis, Liber qui Modernorum Regum Francorum continet, era figlia di Jaroslav I il Saggio sovrano della Rus' di Kiev e di Ingegerd Olofsdotter di Svezia; la Chronica Albrici Monachi Trium Fontium la cita come Anna figlia di Giorgio, re degli Slavi (Anna filia Georgii regis Sclavonum); ed infine il monaco e cronista inglese, Orderico Vitale la cita col nome di Bertrada (Henricus autem, Francorum rex, Bertradam, Julii Claudii regis Russiæ filiam, uxorem duxit).
Ingegerd Olofsdotter di Svezia, secondo la Adami, Gesta Hammenburgensis Ecclesiæ Pontificum era la figlia del re di Svezia Olof "Skotkonung" (Olaph rex Sueonum) e della moglie, Estrid di Obotriten (Estred nomine Obotridis).
Jaroslav I il Saggio era figlio del sovrano della Rus' di Kiev, Vladimir I e della moglie, Rogneda di Polack.

## Biografia

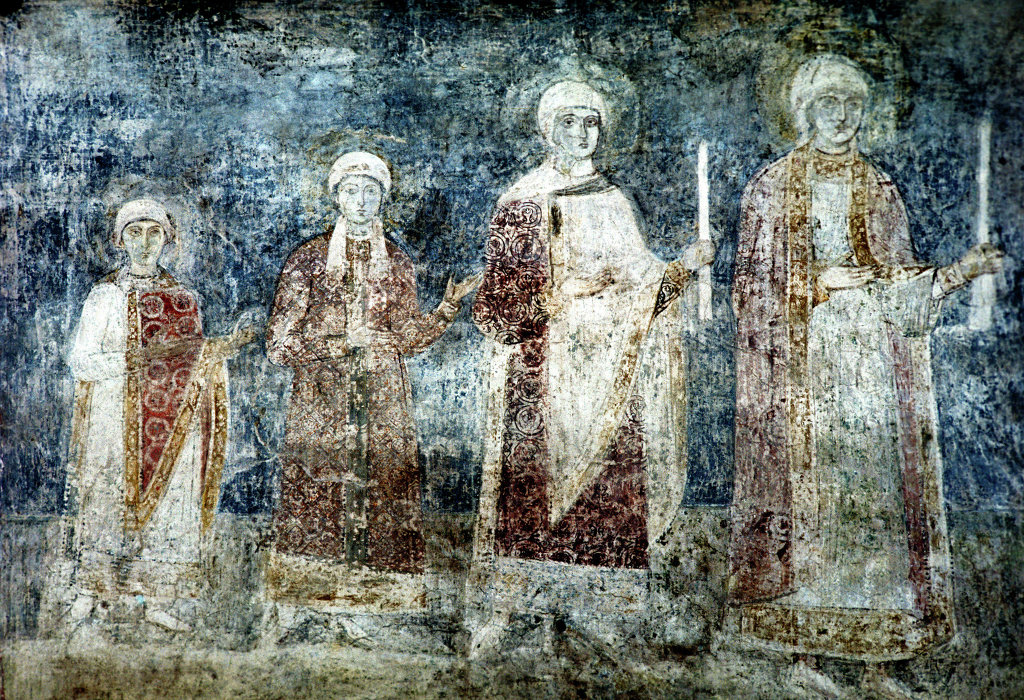
Affresco della Cattedrale di Santa Sofia, raffigurante le figlie di Jaroslav I il Saggio; Anna è certamente la più giovane.

Dopo la morte della prima moglie, Matilde, il re di Francia, Enrico I aveva ricercato nelle corti europee una sposa degna del suo rango, ma non riuscì a individuare una principessa che non fosse legata a lui da qualche grado di parentela che non rendesse illegittime le nozze. Alla fine inviò una prima ambasciata nella lontana Kiev, nel 1049, per chiedere Anna in matrimonio. Si presume che la prima ambasciata fosse seguita da una seconda e che la dote non potendo consistere in possedimenti territoriali fu di ricchi doni e pietre preziose; il matrimonio fu celebrato nella cattedrale di Reims il 19 maggio 1051; anche l'Actus 10 del Hugonis Floriacensis, Liber qui Modernorum Regum Francorum continet, ci conferma che Anna divenne la seconda moglie del re di Francia, Enrico I, che secondo l'Actus 9 del Hugonis Floriacensis, Liber qui Modernorum Regum Francorum continet, era il figlio maschio secondogenito del re di Francia e duca di Borgogna, Roberto II e della sua terza moglie, Costanza d'Arles, che ancora secondo Hugonis Floriacensis, Liber qui Modernorum Regum Francorum continet Actus 9, era figlia del conte d'Avignone, conte di Provenza e marchese di Provenza, Guglielmo I e di Adelaide d'Angiò (947 - 1026), figlia del Conte d'Angiò e poi, conte di Nantes e duca di Bretagna, Folco II (sempre secondo Hugonis Floriacensis, Liber qui Modernorum Regum Francorum continet Actus 9, Adelaide era la sorella del conte d'Angiò, Goffredo detto Grisegonelle, figlio di Folco II secondo la Chronica de Gesta Consulum Andegavorum, Chroniques d'Anjou) e di Gerberga (secondo lo storico Maurice Chaume era figlia del Visconte Goffredo d'Orleans).
Molto probabilmente, dopo il matrimonio la regina cambiò il nome da Anna ad Agnese.
Si deve sapere che è la regina Anna ad avere introdotto il nome "Philippe" (Filippo) in Europa perché diceva di discendere da Filippo II di Macedonia, padre di Alessandro Magno.
Il re Enrico I morì il 4 agosto 1060 (2 Non Aug), come confermano gli Annales Nivernenses, a Vitry-aux-Loges, come confermano sia il Ex Chronico S. Petri Vivi Senonensi auctore Clario monacho, che il Ex Historiæ Francicæ Fragmento, che come anno cita il 1059.
Dopo la morte del marito, Anna funse da reggente per Filippo, che aveva 7 anni alla morte del padre, assieme al cognato, il Conte di Hainaut, conte di Fiandra e d'Artois, Baldovino V, come confermano sia il monaco e cronista inglese, Orderico Vitale che la Chronica Albrici Monachi Trium Fontium.
Anna fu la prima Regina a servire da reggente e lo fu per circa sei anni. Anna era nota come donna letterata, cosa rara per l'epoca, ma ci furono delle opposizioni al suo ruolo di reggente, per via del fatto che il suo francese non fosse fluente.
Un anno dopo la morte del Re, Anna, già reggente, si invaghì del conte Raul IV di Valois e Vexin, un uomo la cui ambizione politica lo incoraggiò a ripudiare la moglie, Eleonora, per sposare Anna, come conferma l'Actus 11 del Hugonis Floriacensis, Liber qui Modernorum Regum Francorum continet, nello stesso 1061, oppure nel 1062. Accusata di adulterio, la moglie di Raul, Eleonora, si appellò di persona a Papa Alessandro II, che scomunicò Raul e Anna (la scomunica di Raul è confermata dalla Cronaca di Sens; il papa aveva intimato a Raoul di separarsi da Anna e riprendere come moglie Eleonora, ma di fronte al suo rifiuto lo scomunicò).
Comunque Anna e Raul nel 1062 furono allontanati dalla corte, in quanto i loro nomi non compaiono più nei documenti ufficiali.
Raul morì nel settembre del 1074; il giovane Filippo perdonò la madre, senza sapere che si sarebbe trovato in una situazione molto simile circa 30 anni dopo. Anna fece ritorno alla corte francese, ma nel documento n°XVI, datato 1075, Anna non fu più denominata regina, ma madre del re Filippo (Annae, matris Philippi regis).
Di Anna non si conosce la data esatta della morte, ma si presume che morì tra il 1075 e il 1078, in quanto da un documento del 1079 Anna risulta già morta; venne sepolta nell'Abbazia di Villiers, vicino a La Ferté-Alais.
Dato che dopo il 1075, il nome di Anna non compare più in alcun documento, qualche storico, anche in base al Ex Historiæ Francicæ Fragmento che dice che fece ritorno al suo paese natio (nativum repetiit solum), sostiene che Anna, dopo essere rimasta per la seconda volta vedova, fece ritorno in Russia.

## Discendenza
Anna ad Enrico I primo diede quattro figli:
- Filippo[28] (23 maggio 1052 - 30 luglio 1108), re di Francia
- Ugo il Grande[28] (1057 - 1102) sposò l'erede della contea di Vermandois e morì in crociata a Tarso in Cilicia.
- Roberto[28] (prima del giugno 1054 - ca. 1060)
- Emma[28] (data sconosciuta).

Anna a Raul non diede alcun figlio.

## Ascendenza
|                       |                    |                     | Genitori               |  |  | Nonni |  |  | Bisnonni             |  |  | Trisnonni     |  |
|                       |                    |                     |                        |  |  |       |  |  | Svjatoslav I di Kiev |  |  | Igor' di Kiev |  |
|                       |                    |                     |                        |  |  |       |  |  | Svjatoslav I di Kiev |  |  | Igor' di Kiev |  |
|                       |                    | Olga di Kiev        |                        |  |  |       |  |  | Svjatoslav I di Kiev |  |  |               |  |
| Vladimir I di Kiev    |                    |                     |                        |  |  |       |  |  | Svjatoslav I di Kiev |  |  |               |  |
|                       |                    | Maluša              | …                      |  |  |       |  |  |                      |  |  |               |  |
|                       |                    | Maluša              | …                      |  |  |       |  |  |                      |  |  |               |  |
|                       |                    | Maluša              | …                      |  |  |       |  |  |                      |  |  |               |  |
| Jaroslav I di Kiev    |                    | Maluša              |                        |  |  |       |  |  |                      |  |  |               |  |
|                       |                    | Ragnvald            | …                      |  |  |       |  |  |                      |  |  |               |  |
|                       |                    | Ragnvald            | …                      |  |  |       |  |  |                      |  |  |               |  |
|                       |                    | Ragnvald            | …                      |  |  |       |  |  |                      |  |  |               |  |
| Rogneda di Polack     |                    | Ragnvald            |                        |  |  |       |  |  |                      |  |  |               |  |
|                       |                    | …                   | …                      |  |  |       |  |  |                      |  |  |               |  |
|                       |                    | …                   | …                      |  |  |       |  |  |                      |  |  |               |  |
|                       |                    | …                   | …                      |  |  |       |  |  |                      |  |  |               |  |
| Anna di Kiev          |                    | …                   |                        |  |  |       |  |  |                      |  |  |               |  |
|                       | Eric il Vittorioso | Björn III di Svezia |                        |  |  |       |  |  |                      |  |  |               |  |
|                       | Eric il Vittorioso | Björn III di Svezia |                        |  |  |       |  |  |                      |  |  |               |  |
|                       | Eric il Vittorioso | …                   |                        |  |  |       |  |  |                      |  |  |               |  |
| Olof III di Svezia    | Eric il Vittorioso |                     |                        |  |  |       |  |  |                      |  |  |               |  |
|                       |                    | Sigrid la Superba   | Miecislao I di Polonia |  |  |       |  |  |                      |  |  |               |  |
|                       |                    | Sigrid la Superba   | Miecislao I di Polonia |  |  |       |  |  |                      |  |  |               |  |
|                       |                    | Sigrid la Superba   | Dubrawka               |  |  |       |  |  |                      |  |  |               |  |
| Ingegerd Olofsdotter  |                    | Sigrid la Superba   |                        |  |  |       |  |  |                      |  |  |               |  |
|                       |                    | …                   | …                      |  |  |       |  |  |                      |  |  |               |  |
|                       |                    | …                   | …                      |  |  |       |  |  |                      |  |  |               |  |
|                       |                    | …                   | …                      |  |  |       |  |  |                      |  |  |               |  |
| Estrid degli Obotriti |                    | …                   |                        |  |  |       |  |  |                      |  |  |               |  |
|                       |                    | …                   | …                      |  |  |       |  |  |                      |  |  |               |  |
|                       |                    | …                   | …                      |  |  |       |  |  |                      |  |  |               |  |
|                       |                    | …                   | …                      |  |  |       |  |  |                      |  |  |               |  |
|                       |                    | …                   |                        |  |  |       |  |  |                      |  |  |               |  |

### Fonti primarie
- (LA) Monumenta Germaniae Historica, Scriptores, tomus VII (archiviato dall'url originale il 23 settembre 2015)..
- (LA) Monumenta Germaniae Historica, Scriptores, tomus IX (archiviato dall'url originale il 23 settembre 2015)..
- (LA) Monumenta Germaniae Historica, Scriptores, tomus XXIII (archiviato dall'url originale il 12 novembre 2016)..
- (LA) Rodulfus Glaber Cluniacensis, Historiarum Sui Temporis Libri Quinque (PDF)..
- (LA) Recueil des historiens des Gaules et de la France. Tome 11..
- (LA) Obituaires de la province de Sens. Tome 1 / Tome 1 / Partie 1..
- (LA) Saeculum XII. Orderici Vitalis,... Historia ecclesiastica..

### Letteratura storiografica
- (FR) Bauthier, Robert-Henri. Anne de Kiev reine de France et la politique royale au Xe siècle, revue des Etudes Slaves, Vol. 57, 1985..
- (FR)  e (LA) Recueil de pieces historiques sur la reine Anne ou Agnès épouse de Henri 1er roi de France et fille de Iarosslaf 1er grand duc de Russie..